# انتخابات مجلس فرانسه (۲۰۱۲)

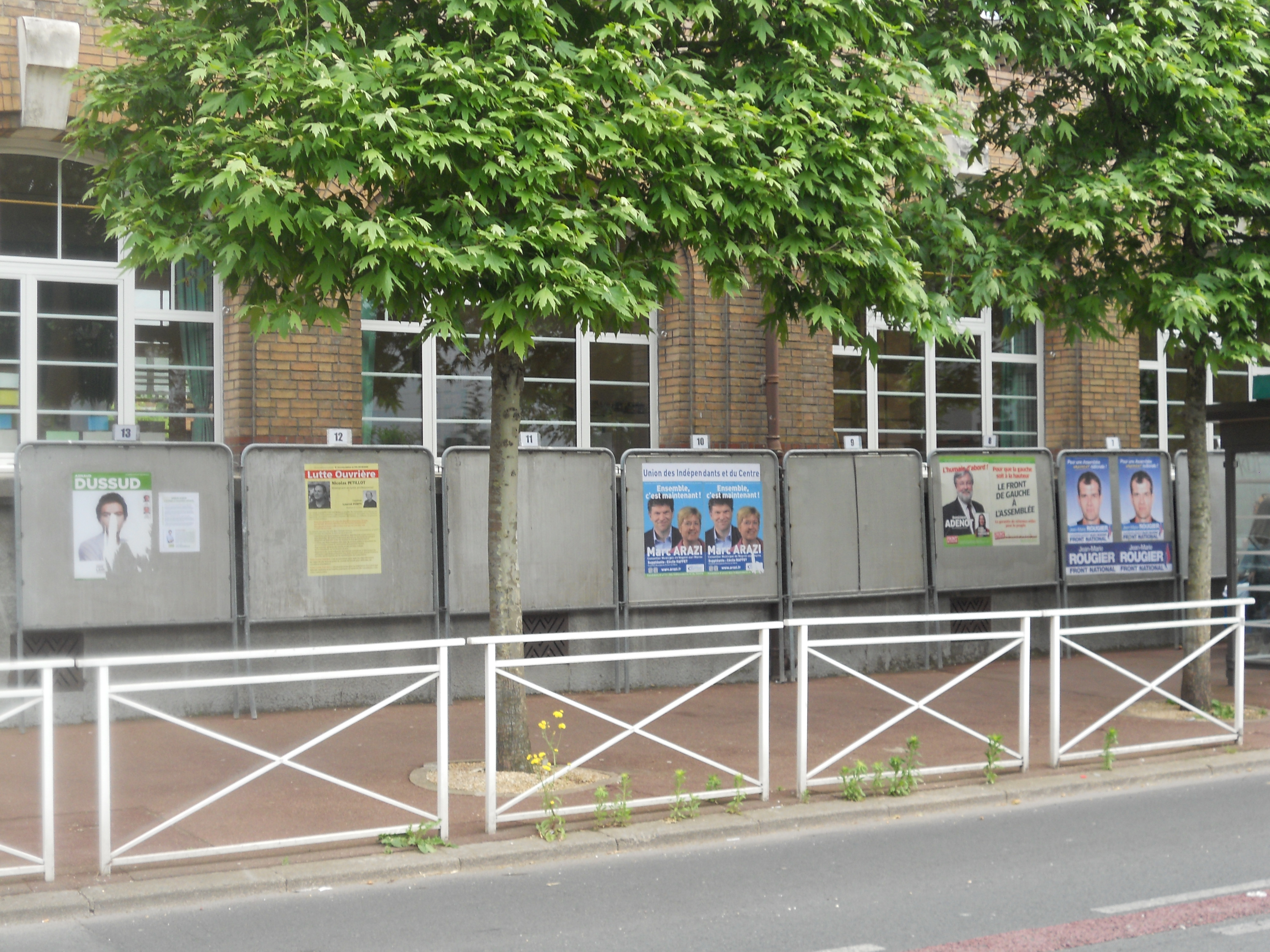
پوسترهای تبلیغاتی در یکی از حوزه‌های انتخاباتی

در ۱۰ و ۱۷ ژوئن ۲۰۱۲ انتخابات چهاردهمین مجمع ملی جمهوری پنجم فرانسه برگزار شد. همه ۵۷۷ کرسیهای مجمع از جمله دپارتمانها و سرزمینهای ماوراء بحار در یک سیستم دو مرحله‌ای انتخاب شدند. این انتخابات حدود یک ماه پس از انتخابات ریاست جمهوری فرانسه برگزار شد.

## احزاب عمده و هدف شان
- حزب سوسیالیست فرانسه می‌خواهد اکثریت مطلق کرسی‌ها را ببرد تا برنامه‌هایش را پیش ببرد.[۴]
- اتحاد برای جنبش مردمی که هدفش جلوگیری از دستیابی چپ به اکثریت سه پنجم مجلس برای تغییرات در قانون اساسی ست از جمله اعطای حق رأی به خارجیان در انتخابات محلی.
- جبهه چپ که هدفش ایجاد یک گروه قابل توجه پارلمانی برای تأثیرگذاری بر دولت سوسیالیست است.
- جبهه ملی فرانسه که هدفش بدست آوردن حداقل یک کرسی در مجلس است. چون هم‌اکنون در مجلس فرانسه کرسی ندارد. هدف ثانویه جبهه ملی فرانسه به هم ریختن اتحاد برای جنبش مردمی با داشتن نامزد در دور دوم و تهدید نامزدهای آن است. هدف نهایی جبهه ملی فرانسه تصاحب برخی از کرسی‌های  اتحاد برای جنبش مردمی است. گرچه نظرسنجیها بین صفر تا ۸ کرسی برای جبهه ملی فرانسه و ۲۰۹ کرسی برای اتحاد برای جنبش مردمی پیش‌بینی می‌کنند.[۴]

## نتیجه

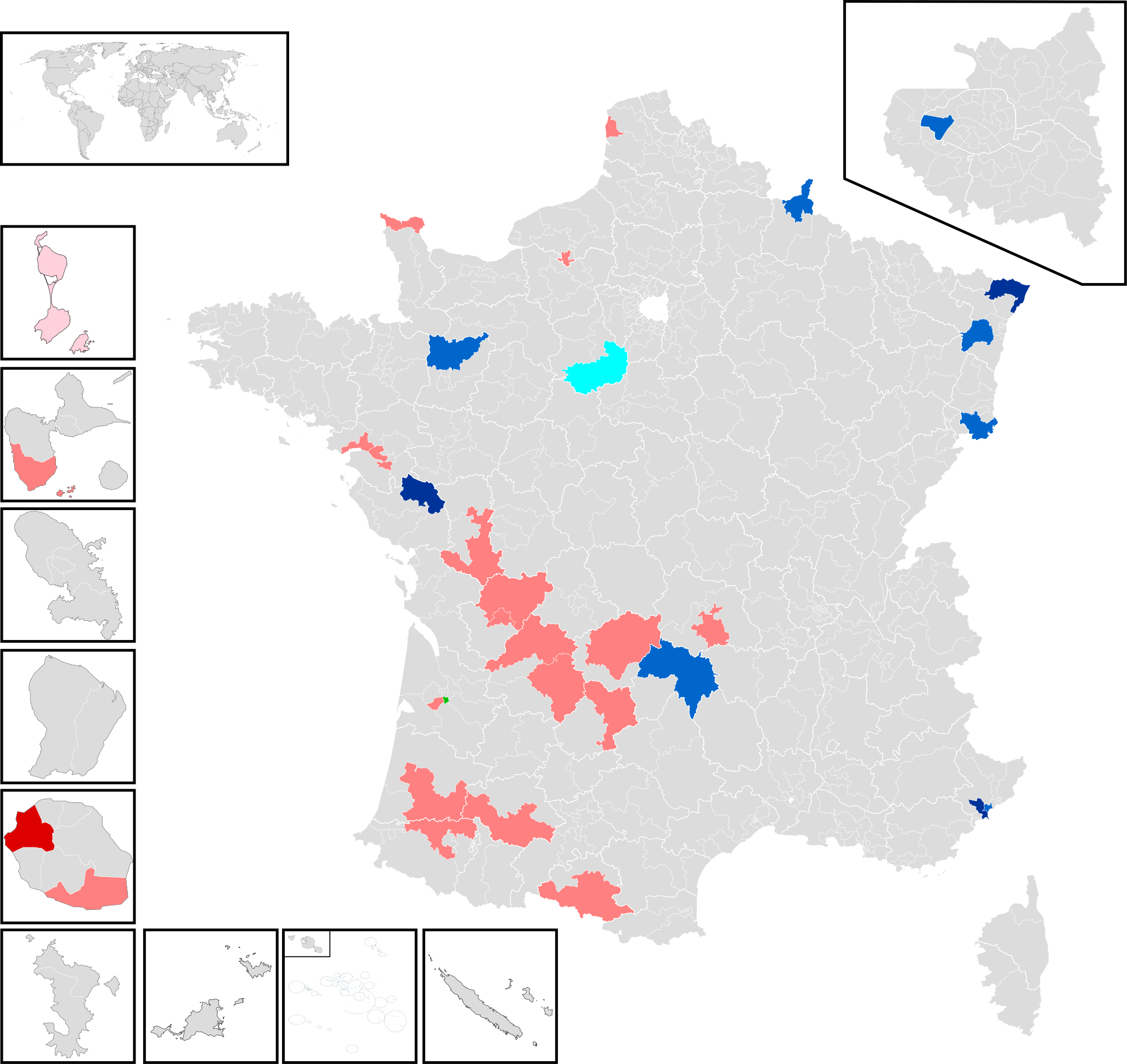
میزان مشارکت در انتخابات مجلس فرانسه (۲۰۱۲)

| حزب و ائتلاف                            | حزب و ائتلاف                            | حزب و ائتلاف              | دور نخست   | دور نخست | دور نخست   | دور دوم    | دور دوم | دور دوم | مجموع  | مجموع  | مجموع   |  |
| حزب و ائتلاف                            | حزب و ائتلاف                            | حزب و ائتلاف              | رای        | ٪        | کرسی       | رای        | ٪       | کرسی    | کرسی   | ٪      | نوسان   |  |
| --------------------------------------- | --------------------------------------- | ------------------------- | ---------- | -------- | ---------- | ---------- | ------- | ------- | ------ | ------ | ------- |  |
|                                         |                                         | حزب سوسیالیست             | ۷٬۶۱۷٬۹۹۶  | ۲۹٫۳۵٪   | ۲۲         | ۹٬۴۲۰٬۴۲۶  | ۴۰٫۹۱٪  | ۲۵۸     | ۲۸۰    | ۴۸٫۵۳٪ | ۹۴      |  |
|                                         | دیگر چپ‌گرایان                           | ۸۸۱٬۳۳۹                   | ۳٫۴۰٪      | ۱        | ۷۰۹٬۴۰۹    | ۳٫۱۱٪      | ۲۱      | ۲۲      | ۳٫۸۱٪  | ۷      |         |  |
|                                         | سبز (محیط‌زیست)                          | ۱٬۴۱۸٬۱۴۱                 | ۵٫۴۶٪      | ۱        | ۸۲۸٬۹۱۶    | ۳٫۶۰٪      | ۱۶      | ۱۷      | ۲٫۹۵٪  | ۱۳     |         |  |
|                                         | حزب چپ رادیکال                          | ۴۲۹٬۰۵۹                   | ۱٫۶۵٪      | ۱        | ۵۳۸٬۳۲۴    | ۲٫۳۴٪      | ۱۱      | ۱۲      | ۲٫۰۸٪  | ۵      |         |  |
| ائتلاف اکثریت متحد رئیس‌جمهور (چپ‌گرایان) | ائتلاف اکثریت متحد رئیس‌جمهور (چپ‌گرایان) | ۱۰٬۳۴۶٬۵۳۵                | ۳۹٫۸۶٪     | ۲۵       | ۱۱٬۴۹۷٬۰۷۵ | ۴۹٫۹۳٪     | ۳۰۶     | ۳۳۱     | ۵۷٫۷۰٪ | ۱۰۴    |         |  |
|                                         |                                         | اتحاد برای جنبشی مردمی    | ۷٬۰۳۷٬۴۷۱  | ۲۷٫۱۲٪   | ۹          | ۸٬۷۴۰٬۶۲۵  | ۳۷٫۹۵٪  | ۱۸۵     | ۱۹۴    | ۳۳٫۶۲٪ | ۱۱۹     |  |
|                                         | دیگر راست‌گرایان                         | ۹۱۰٬۳۹۲                   | ۳٫۵۱٪      | ۱        | ۴۱۸٬۱۳۵    | ۱٫۸۲٪      | ۱۴      | ۱۵      | ۲٫۶۰٪  | ۶      |         |  |
|                                         | حزب نو میانه                            | ۵۶۹٬۸۹۰                   | ۲٫۲۰٪      | ۱        | ۵۶۸٬۲۸۸    | ۲٫۴۷٪      | ۱۱      | ۱۲      | ۲٫۰۸٪  | ۱۰     |         |  |
|                                         | حزب راست رادیکال                        | ۳۲۱٬۰۵۴                   | ۱٫۲۴٪      | ۰        | ۳۱۱٬۲۱۱    | ۱٫۳۵٪      | ۶       | ۶       | ۱٫۰۴٪  | ۱۲     |         |  |
|                                         | ائتلاف راست‌گرایان                       | ۱۵۶٬۰۲۶                   | ۰٫۶۰٪      | ۰        | ۱۲۳٬۳۵۲    | ۰٫۵۴٪      | ۲       | ۲       | ۰٫۳۵٪  | ۲      |         |  |
| اقلیت راست‌گرایان                        | اقلیت راست‌گرایان                        | ۸٬۹۹۴٬۸۳۳                 | ۳۴٫۶۷٪     | ۱۱       | ۱۰٬۱۶۱٬۶۱۱ | ۴۴٫۱۳٪     | ۲۱۸     | ۲۲۹     | ۳۹٫۶۹٪ | ۱۱۶    |         |  |
|                                         | جبههٔ چپ                                 | جبههٔ چپ                   | ۱٬۷۹۲٬۹۲۳  | ۶٫۹۱٪    | ۰          | ۲۴۹٬۵۲۵    | ۱٫۰۸٪   | ۱۰      | ۱۰     | ۱٫۷۳٪  | ۸       |  |
|                                         | جبههٔ ملی                                | جبههٔ ملی                  | ۳٬۵۲۸٬۳۷۳  | ۱۳٫۶۰٪   | ۰          | ۸۴۲٬۶۸۴    | ۳٫۶۶٪   | ۲       | ۲      | ۰٫۳۵٪  | ۲       |  |
|                                         | استقلال‌طلبان و بومی‌گرایان               | استقلال‌طلبان و بومی‌گرایان | ۱۴۵٬۸۲۵    | ۰٫۵۶٪    | ۰          | ۱۳۵٬۵۳۴    | ۰٫۵۹٪   | ۲       | ۲      | ۰٫۳۵٪  | ۲       |  |
|                                         | جنبش مردم‌سالار                          | جنبش مردم‌سالار            | ۴۵۸٬۰۴۶    | ۱٫۷۶٪    | ۰          | ۱۱۳٬۱۹۶    | ۰٫۴۹٪   | ۲       | ۲      | ۰٫۳۵٪  | ۱       |  |
|                                         | دیگر راست‌گرایان افراطی                  | دیگر راست‌گرایان افراطی    | ۴۹٬۵۰۱     | ۰٫۱۹٪    | ۰          | ۲۹٬۷۳۸     | ۰٫۱۳٪   | ۱       | ۱      | ۰٫۱۷٪  | ۱       |  |
|                                         | دیگر چپ‌گرایان افراطی                    | دیگر چپ‌گرایان افراطی      | ۲۵۳٬۵۸۰    | ۰٫۹۸٪    | ۰          | -          | -       | -       | ۰      | ۰٫۰۰٪  | بی‌تغییر |  |
|                                         | دیگر طرفداران محیط‌زیست                  | دیگر طرفداران محیط‌زیست    | ۲۴۹٬۲۰۵    | ۰٫۹۶٪    | ۰          | -          | -       | -       | ۰      | ۰٫۰۰٪  | بی‌تغییر |  |
|                                         | دیگران                                  | دیگران                    | ۱۳۳٬۷۲۹    | ۰٫۵۲٪    | ۰          | -          | -       | -       | ۰      | ۰٫۰۰٪  | بی‌تغییر |  |
|                                         |                                         |                           |            |          |            |            |         |         |        |        |         |  |
| مجموع                                   | مجموع                                   | مجموع                     | ۲۵٬۹۵۲٬۵۵۰ | ۱۰۰٪     | ۳۶         | ۲۳٬۰۲۹٬۱۸۳ | ۱۰۰٪    | ۵۴۱     | ۵۷۷    | ۱۰۰٪   | ۱۰۰٪    |  |
|                                         |                                         |                           |            |          |            |            |         |         |        |        |         |  |
| رای‌های درست                             | رای‌های درست                             | رای‌های درست               | ۲۵٬۹۵۲٬۵۵۰ | ۹۸٫۴۰٪   |            | ۲۳٬۰۲۹٬۱۸۳ | ۹۶٫۱۲٪  |         |        |        |         |  |
| رای‌های سپید و باطله                     | رای‌های سپید و باطله                     | رای‌های سپید و باطله       | ۴۲۰٬۷۴۹    | ۱٫۶۰٪    | ۹۲۸٬۴۱۱    | ۳٫۸۸٪      |         |         |        |        |         |  |
| رای/مشارکت                              | رای/مشارکت                              | رای/مشارکت                | ۲۶٬۳۷۳٬۲۹۹ | ۵۷٫۲۳٪   | ۲۳٬۹۵۷٬۵۹۴ | ۵۵٫۴۱٪     |         |         |        |        |         |  |
| شرکت‌نکردگان                             | شرکت‌نکردگان                             | شرکت‌نکردگان               | ۱۹٬۷۰۹٬۹۶۱ | ۴۲٫۷۷٪   | ۱۹٬۲۷۶٬۴۰۶ | ۴۴٫۵۹٪     |         |         |        |        |         |  |
| واجدان                                  | واجدان                                  | واجدان                    | ۴۶٬۰۸۳٬۲۶۰ |          | ۴۳٬۲۳۴٬۰۰۰ |            |         |         |        |        |         |  |
|                                         |                                         |                           |            |          |            |            |         |         |        |        |         |  |
| منبع: وزارت کشور                        |                                         |                           |            |          |            |            |         |         |        |        |         |  |

| رای مردمی           | رای مردمی           | رای مردمی | رای مردمی | رای مردمی |
| ------------------- | ------------------- | --------- | --------- | --------- |
|                     |                     |           |           |           |
| جامعه‌گرایان         | جامعه‌گرایان         |           | ۲۹٫۳۵٪    | ۲۹٫۳۵٪    |
| اتحاد برای جنبش ملی | اتحاد برای جنبش ملی |           | ۲۷٫۱۲٪    | ۲۷٫۱۲٪    |
| جبههٔ ملی            | جبههٔ ملی            |           | ۱۳٫۶۰٪    | ۱۳٫۶۰٪    |
| جبههٔ چپ             | جبههٔ چپ             |           | ۶٫۹۱٪     | ۶٫۹۱٪     |
| حزب سبز             | حزب سبز             |           | ۵٫۴۶٪     | ۵٫۴۶٪     |
| دیگر راست‌گرایان     | دیگر راست‌گرایان     |           | ۳٫۵۱٪     | ۳٫۵۱٪     |
| دیگر چپ‌گرایان       | دیگر چپ‌گرایان       |           | ۳٫۴۰٪     | ۳٫۴۰٪     |
| میانهٔ نو            | میانهٔ نو            |           | ۲٫۲۰٪     | ۲٫۲۰٪     |
| دیگران              | دیگران              |           | ۸٫۴۶٪     | ۸٫۴۶٪     |